# Jordi Portabella

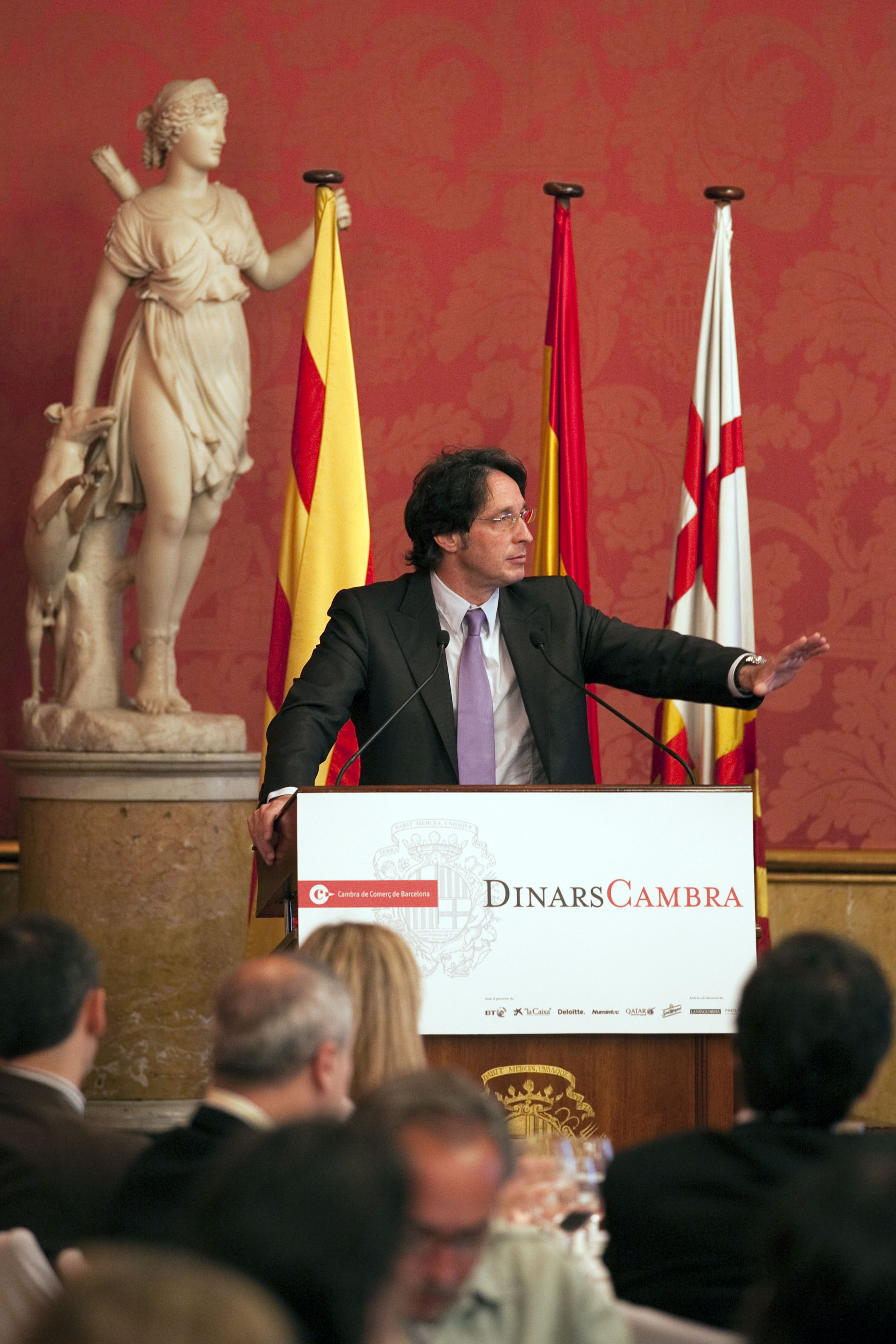
Jordi Portabella

Jordi Portabella i Calvete (Barcelona, 1961) miembro de ERC, fue diputado del Parlament de Catalunya (1992-1999) y regidor del Ayuntamiento de Barcelona hasta 2015. Licenciado en Biología por la Universidad de Barcelona y máster en Ingeniería Ambiental por el ICT, ha sido consultor ambiental y profesor de medio ambiente en la Universidad Internacional de Cataluña. De 1999 a 2007 fue teniente de alcalde del Ayuntamiento con responsabilidades en múltiples áreas del gobierno: especialmente en temas económicos (turismo, promoción económica exterior, comercio, mercados), urbanísticos (paisaje urbano, bicicleta) y política animal (zoo y protección de los animales). Además fue presidente de la Comisión de Promoción Económica del consistorio barcelonés durante el gobierno tripartito entre PSC, ICV y ERC que rigió la ciudad entre 2003 y 2007. Pasó a la oposición entre los años 2007-2015. Después de su paso por la Fundación Bancaria La Caixa (2015-2019), como director de área de investigación y conocimiento, así como director de área de divulgación científica y Cosmocaixa. En la actualidad dirige la Fundació Catalana per la Recerca i la Innovació. 